# Kiss Anna
Kiss Anna (Gyula, 1939. január 26.–) a Nemzet Művésze címmel kitüntetett, Kossuth- és kétszeres József Attila-díjas (1975, 1992) magyar költő, drámaíró, író. A Magyar Művészeti Akadémia Irodalmi Tagozatának tagja (2007).

## Életpályája
A Zsadányban élő Kiss Sándor szabómester és Csősz Erzsébet házasságából született. Ősei földművesek, mesteremberek voltak. 1957–1961 között a Debreceni Orvostudományi Egyetemen tanult, de tanulmányait félbeszakította. Ezután a Szegedi Tanárképző Főiskolán végzett magyar-orosz szakon 1966-ban, közben 1961–1963 között a Hortobágyon kollégiumi nevelőtanári beosztásban dolgozott.
1963–1979 között Budapesten tanított. 1975-től a Magyar Írószövetség és a Művészeti Alap tagja. 1979-től írásaiból él. 1990–1994 között a Tekintet című folyóiratot szerkesztette. 1997-től az Artisjus tagja lett. 2007 óta a Magyar Művészeti Akadémia tagja.

### Munkássága

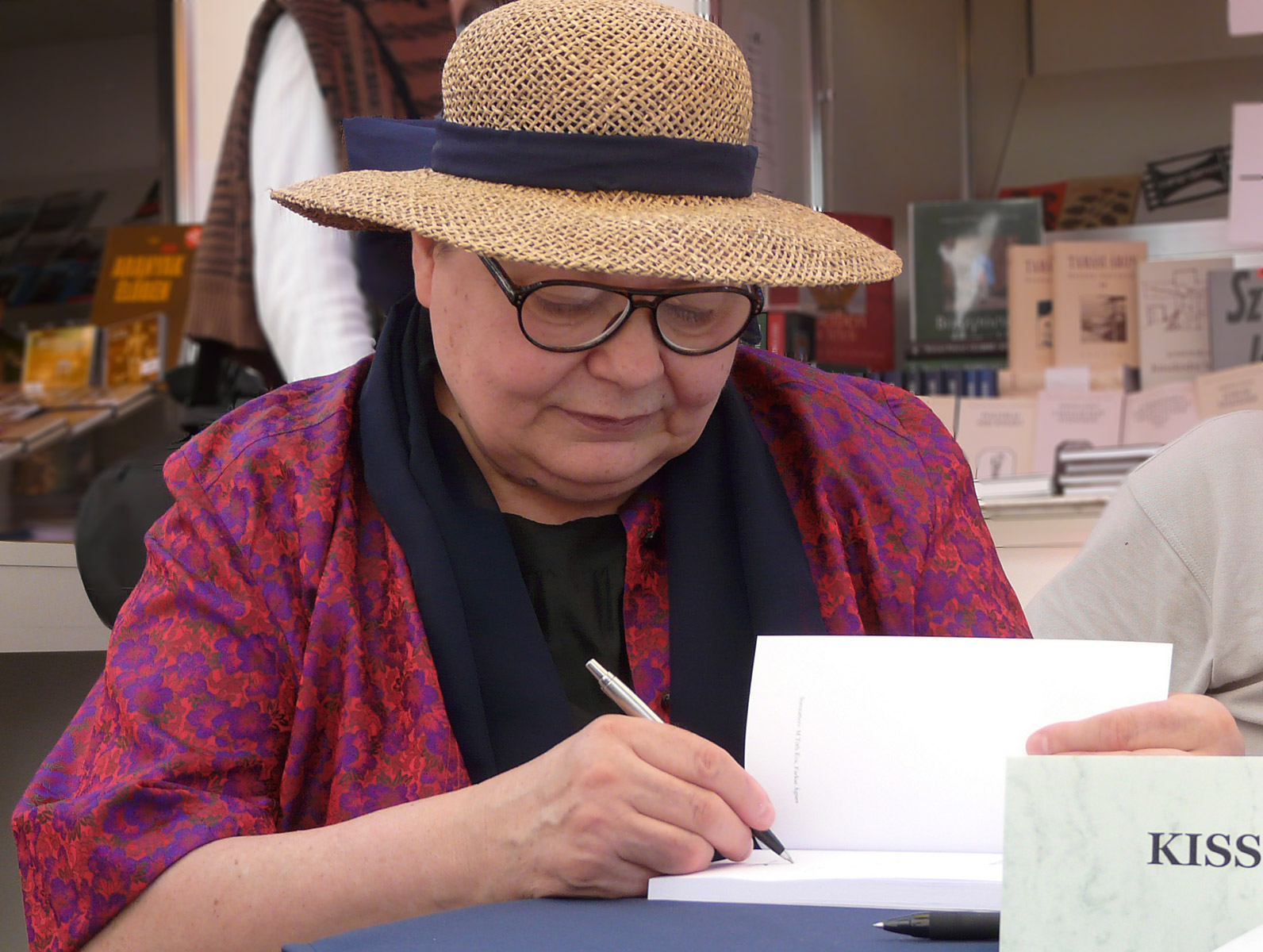
Ünnepi Könyvhéten dedikál. Budapest, 2010. június.

Az Alföld mutatta be (1967), majd a Költők egymás közt című antológia Nagy László bevezetőjével. Költészetének forrása a folklór, a mese, az archaikus népdal, a ballada, a régi magyar költői nyelv. A népi kultúra, a paraszti-kézművesi lét motívumait felhasználva mítoszt teremtett. Költészete képzőművészeti törekvésekhez is köthető, Berki Viola, Gross Arnold, Gyulai Líviusz, Schéner Mihály művészeti elképzeléseihez kapcsolható. Gyermekeknek írt munkái, hangjátékai, drámái is jelentősek. Hangjátékait sugározták a Magyar Rádióban, több drámája színre került, köztük a Bolondmalom című gyermekeknek írt darabját Kaposvárott játszották 1984–85-ben.

## Művei (válogatás)

### Versek
- Fabábu (1971)
- Feketegyűrű (1974)
- Kísértenek (1976)
- Világok (versek, verses drámák, 1978)
- Fohász; Békés Megyei Könyvtár, Békéscsaba, 1982
- A viszony (1983)
- Az idő (1986)
- Az esély (verses drámák, 1990)
- A jelenlét (1993)
- Genitivus (1995)
- Másik idő. Válogatott írások; Kortárs, Budapest, 1999
- De (2001)
- Az éden íze (Trilógia I., 2006)
- Gryllus Vilmos–Kiss Anna; Helikon, Budapest, 2006 (Hangzó Helikon) + CD
- Az úrnő ezüst ujja (Trilógia II., 2008)
- Szélörvények vonulnak (Trilógia III., 2010)
- Jár nyomomban; Kortárs, Budapest, 2011 (Kortárs vers)
- Lepkék útján a lélek; Kortárs, Budapest, 2012 (Kortárs vers)
- Gyolcs. Összegyűjtött versek; Kortárs, Budapest, 2014
- Suhogások; Kortárs, Budapest, 2017 (Kortárs vers)
- Aranyalma. Összegyűjtött írások kicsiknek, nagyoknak; Kortárs, Budapest, 2019
- Hideglelés; Kortárs, Budapest, 2020 (Kortárs vers)

### Gyermekversek
- A holdnak háza van (1978)
- Hol van a világ vége? (1981)
- Tükörképek (prózaversek, 1983)
- Máktündérek, csutkanépek (1984)
- Alattunk is laknak, felettünk is laknak (1985)
- Ünnepnapok, évszakok (1992)
- Szeles könyv (2000)

### Meseregények
- A téli utak ördöge (1987)
- Tündér a ruháskosárban (1989)
- Szeleskönyv (2000)

### Hangjátékok
- Basarózsák
- A macskaprémkalapos hölgy
- A Kaszás

### Hangjátékok gyermekeknek
- Ősztől őszig
- Egyedül

### Színre vitt drámák
- A macskaprémkalapos hölgy
- Kuporgó
- Borza
- Basarózsák[1]

### Színre vitt drámák gyermekeknek
- Bolondmalom
- Hol van a világ vége?
- Alma és hold a tükrömben

## Díjak, ösztöndíjak, elismerések
- Móricz Zsigmond-ösztöndíj (1974)
- József Attila-díj (1975, 1992)
- SZOT-ösztöndíj (1979)
- Alföld-díj (1980)
- Artisjus-díj (1986)
- A Jövő Irodalmáért Díj (1988)
- Soros-ösztöndíj (1990)
- A Művészeti Alap irodalmi díja (1991)
- Bölöni-díj (1991)
- Déry Tibor-díj (1993)
- Bielsko-Bialai Nemzetközi Bábfesztivál nagydíja (1998)
- Esztergom és Székesfehérvár millecentenáriumi drámapályázata, I. díj (1998)
- Arany János-díj (2002)
- Magyar Köztársaság Babérkoszorúja díj (2008)
- A Magyar Kultúra Lovagja (2010)
- Balassi Bálint-emlékkard (2015)
- Napút-díj (2015)
- Tiszatáj-díj (2015)
- Kossuth-díj (2016)
- A Nemzet Művésze (2017)[2]